# WWE Greatest Royal Rumble
WWE Greatest Royal Rumble was een professioneel worstel-pay-per-view (PPV) en WWE Network evenement dat georganiseerd werd door de Amerikaanse worstelorganisatie World Wrestling Entertainment voor hun Raw, SmackDown en 205 live brands. Het evenement vond plaats op 27 april 2018 in het King Abdullah Sports City's King Abdullah International Stadium in Djedda, Saoedi-Arabië. In dit evenement werden alle titels voor de mannelijke worstelaars verdedigd. Dit was het eerste evenement onder WWE's 10-jarige partnerschap ter ondersteuning van Saudi Vision 2030.

## Achtergrond
Sinds 1988 is de Royal Rumble een jaarlijkse evenement dat in januari gehouden wordt door WWE. Het evenement wordt benadrukt door de Royal Rumble match, een aangepaste Battle Royal waarbij de deelnemers om een bepaalde tijd binnenkomen in plaats van dat de deelnemers allemaal tegelijk in de ring beginnen. De Royal Rumble match heeft normaal gesproken 30 deelnemers. De Greatest Royal Rumble bevatte de grootste versie van de wedstrijd tot nu toe, met in totaal 50 deelnemers, waarmee de 40-man-wedstrijd van de 2011 Royal Rumble werd verdreven.
Op 5 maart 2018, adverteerde WWE en de Ministerie van Sport de Greatest Royal Rumble. Het evenement was het eerste in een 10-jarig strategisch multi-platform partnerschap tussen WWE en de Ministerie van Sport ter ondersteuning van Saudi Vision 2030, het sociale en economische hervormingsprogramma van Saoedi-Arabië. Dit evenement was beschikbaar op traditionele pay-per-view in de Verenigde Staten. Tevens was dit ook het eerste evenement dat Arabische commentators had.
De weken vooraf het evenement, had WWE zogeheten "Try Outs" gegeven in Saoedi-Arabië. 8 deelnemers werden geselecteerd van de Try Out training. Die 8 deelnemers kregen een kans om deel te nemen aan de Greatest Royal Rumble.

## Matches
| Nr. | Match                                                                                   | Winnaar(s)                   | Opmerkingen                                                                                      | Bron  |
| --- | --------------------------------------------------------------------------------------- | ---------------------------- | ------------------------------------------------------------------------------------------------ | ----- |
| 1   | John Cena vs. Triple H                                                                  | John Cena                    | Een-op-een match.                                                                                | [ 8 ] |
| 2   | Cedric Alexander (c) vs. Kalisto                                                        | Cedric Alexander             | Een-op-een match voor het WWE Cruiserweight Championship.                                        | [ 8 ] |
| 3   | Bray Wyatt & Matt Hardy vs. Cesaro & Sheamus                                            | Bray Wyatt & Matt Hardy (nc) | Tag team match voor het vacante WWE Raw Tag Team Championship.                                   | [ 8 ] |
| 4   | Jeff Hardy (c) vs. Jinder Mahal                                                         | Jeff Hardy                   | Een-op-een match voor het WWE U.S. Championship.                                                 | [ 8 ] |
| 5   | The Bludgeon Brothers (Harper & Rowan) (c) vs. The Usos (Jimmy & Jey Uso)               | The Bludgeon Brothers        | Tag team match voor het WWE SmackDown Tag Team Championship.                                     | [ 8 ] |
| 6   | Seth Rollins (c) vs. The Miz vs. Finn Bálor vs. Samoa Joe                               | Seth Rollins                 | Ladder match voor het WWE Intercontinental Championship.                                         | [ 8 ] |
| 7   | AJ Styles (c) vs. Shinsuke Nakamura                                                     | N.V.T.                       | Een-op-een match voor het WWE Championship. Match eindigde in no contest.                        | [ 8 ] |
| 8   | The Undertaker vs. Rusev (met Aiden English)                                            | The Undertaker               | Casket match.                                                                                    | [ 8 ] |
| 9   | Brock Lesnar (c) (met Paul Heyman) vs. Roman Reigns                                     | Brock Lesnar                 | Steel Cage match voor het WWE Universal Championship. Lesnar won door uit de kooi te ontsnappen. | [ 8 ] |
| 10  | 50-man Royal Rumble match voor de WWE Greatest Royal Rumble Trophy en het Championship. | Braun Strowman               | Strowman won door Big Cass als laatste te elimineren.                                            | [ 8 ] |

### Royal Rumble match
| Nr. | Entree           | Brand      | Orde | Geëlimineerd door               | Eliminaties | Tijd     | Bron  |
| --- | ---------------- | ---------- | ---- | ------------------------------- | ----------- | -------- | ----- |
| 1   | Daniel Bryan     | SmackDown  | 48   | Big Cass                        | 3           | 01:16:05 | [ 9 ] |
| 2   | Dolph Ziggler    | Raw        | 12   | Kurt Angle                      | 2           | 21:44    | [ 9 ] |
| 3   | Sin Cara         | SmackDown  | 1    | Dolph Ziggler                   | 0           | 01:18    | [ 9 ] |
| 4   | Curtis Axel      | Raw        | 2    | Mark Henry                      | 0           | 02:00    | [ 9 ] |
| 5   | Mark Henry       | Free Agent | 5    | Daniel Bryan en Dolph Ziggler   | 3           | 03:27    | [ 9 ] |
| 6   | Mike Kanellis    | Raw        | 3    | Mark Henry                      | 0           | 00:03    | [ 9 ] |
| 7   | Hiroki Sumi      | Free Agent | 4    | Mark Henry                      | 0           | 00:46    | [ 9 ] |
| 8   | Viktor           | Raw        | 6    | Daniel Bryan                    | 0           | 00:51    | [ 9 ] |
| 9   | Kofi Kingston    | SmackDown  | 14   | Elias                           | 1           | 16:34    | [ 9 ] |
| 10  | Tony Nese        | 205 Live   | 9    | Kofi Kingston en Xavier Woods   | 1           | 07:13    | [ 9 ] |
| 11  | Dash Wilder      | Raw        | 7    | Daniel Bryan en Hornswoggle     | 0           | 01:26    | [ 9 ] |
| 12  | Hornswoggle      | Free Agent | 8    | Tony Nese                       | 1           | 01:00    | [ 9 ] |
| 13  | Primo Colón      | SmackDown  | 11   | Kurt Angle                      | 0           | 05:10    | [ 9 ] |
| 14  | Xavier Woods     | SmackDown  | 15   | Elias                           | 1           | 09:56    | [ 9 ] |
| 15  | Bo Dallas        | Raw        | 10   | Kurt Angle                      | 0           | 01:34    | [ 9 ] |
| 16  | Kurt Angle       | Raw/HOF    | 16   | Elias                           | 3           | 07:59    | [ 9 ] |
| 17  | Scott Dawson     | Raw        | 19   | Bobby Roode                     | 0           | 11:44    | [ 9 ] |
| 18  | Goldust          | Raw        | 18   | Bobby Roode                     | 0           | 10:04    | [ 9 ] |
| 19  | Konnor           | Raw        | 13   | Elias                           | 0           | 02:25    | [ 9 ] |
| 20  | Elias            | Raw        | 41   | Bobby Lashley                   | 5           | 34:04    | [ 9 ] |
| 21  | Luke Gallows     | SmackDown  | 20   | Rey Mysterio                    | 0           | 09:16    | [ 9 ] |
| 22  | Rhyno            | Raw        | 25   | Roderick Strong                 | 0           | 16:22    | [ 9 ] |
| 23  | Drew Gulak       | 205 Live   | 17   | Tucker Knight                   | 0           | 01:47    | [ 9 ] |
| 24  | Tucker Knight    | NXT        | 23   | Big E                           | 1           | 10:08    | [ 9 ] |
| 25  | Bobby Roode      | Raw        | 29   | Baron Corbin                    | 2           | 17:44    | [ 9 ] |
| 26  | Fandango         | Raw        | 21   | Mojo Rawley                     | 0           | 03:42    | [ 9 ] |
| 27  | Chad Gable       | Raw        | 24   | Apollo Crews                    | 0           | 08:17    | [ 9 ] |
| 28  | Rey Mysterio     | Free Agent | 37   | Baron Corbin                    | 1           | 20:25    | [ 9 ] |
| 29  | Mojo Rawley      | Raw        | 27   | Randy Orton                     | 2           | 08:52    | [ 9 ] |
| 30  | Tyler Breeze     | Raw        | 22   | Mojo Rawley                     | 0           | 00:16    | [ 9 ] |
| 31  | Big E            | SmackDown  | 33   | Braun Strowman                  | 1           | 13:59    | [ 9 ] |
| 32  | Karl Anderson    | SmackDown  | 26   | Randy Orton                     | 0           | 04:25    | [ 9 ] |
| 33  | Apollo Crews     | Raw        | 28   | Randy Orton                     | 1           | 03:26    | [ 9 ] |
| 34  | Roderick Strong  | NXT        | 30   | Baron Corbin                    | 1           | 06:00    | [ 9 ] |
| 35  | Randy Orton      | SmackDown  | 39   | Elias                           | 4           | 10:58    | [ 9 ] |
| 36  | Heath Slater     | Raw        | 34   | Braun Strowman                  | 0           | 07:38    | [ 9 ] |
| 37  | Babatunde        | NXT        | 31   | Braun Strowman                  | 0           | 05:53    | [ 9 ] |
| 38  | Baron Corbin     | Raw        | 38   | Randy Orton                     | 3           | 07:08    | [ 9 ] |
| 39  | Titus O'Neil     | Raw        | 35   | Braun Strowman                  | 0           | 04:42    | [ 9 ] |
| 40  | Dan Matha        | NXT        | 32   | Braun Strowman                  | 0           | 02:01    | [ 9 ] |
| 41  | Braun Strowman   | Raw        | —    | Winnaar                         | 13          | 22:14    | [ 9 ] |
| 42  | Tye Dillinger    | SmackDown  | 36   | Braun Strowman                  | 0           | 00:29    | [ 9 ] |
| 43  | Curt Hawkins     | Raw        | 40   | Braun Strowman                  | 0           | 00:20    | [ 9 ] |
| 44  | Bobby Lashley    | Raw        | 45   | Braun Strowman                  | 2           | 14:38    | [ 9 ] |
| 45  | The Great Khali  | Free Agent | 42   | Braun Strowman en Bobby Lashley | 0           | 00:31    | [ 9 ] |
| 46  | Kevin Owens      | Raw        | 47   | Braun Strowman                  | 0           | 10:43    | [ 9 ] |
| 47  | Shane McMahon    | SmackDown  | 44   | Braun Strowman                  | 0           | 08:07    | [ 9 ] |
| 48  | Shelton Benjamin | SmackDown  | 43   | Chris Jericho                   | 0           | 04:23    | [ 9 ] |
| 49  | Big Cass         | SmackDown  | 49   | Braun Strowman                  | 1           | 07:23    | [ 9 ] |
| 50  | Chris Jericho    | SmackDown  | 46   | Braun Strowman                  | 1           | 03:18    | [ 9 ] |